# Lucas Till
Lucas Till, né le 10 août 1990 à Fort Hood (Texas), est un acteur américain.
Il est connu pour ses rôles dans Hannah Montana, le film, Wolves, MacGyver et dans la saga X-Men.

## Biographie
Né à Fort Hood dans le Texas, Lucas Till passe la majeure partie de son enfance dans la banlieue d'Atlanta en Géorgie. Il est le fils de la chimiste Dana Lyn (née Brady), et de John Mark Till, colonel de l'armée.
Lors de sa scolarité, il passe trois semaines en Allemagne dans le cadre d'un programme d'échange. Il fait également un voyage en France dans le village de Trets à l'âge de 20 ans.

### Carrière
À ses onze ans, sa mère l'inscrit dans un club de théâtre local où il est repéré par Joy Pervis qui devient son agent. Lucas entame alors une carrière de mannequin en posant pour des pubs à diffusion aussi bien locale que nationale. Peu de temps après, il passe avec succès une audition pour un rôle dans le long métrage The Adventures of Ociee Nash avec Keith Carradine qui sort en 2003. Il s'agit de son tout premier film. La même année, il effectue son premier voyage à Los Angeles en Californie. Il décroche ensuite un rôle dans un court métrage, Pee Shy, puis dans le long-métrage Lightning Bug tous deux sortis en 2004.
Lucas Till gagne en notoriété en 2005 en jouant dans le long-métrage de James Mangold, Walk the Line dans lequel il interprète Jack Cash jeune, le frère aîné de Johnny Cash, rôle pour lequel il doit se teindre les cheveux en brun. Il joue ensuite dans plusieurs téléfilms indépendants pour la chaîne de télévision américaine Lifetime. Entre 2008 et 2009, il apparaît dans les séries Médium et Dr House. À la fin de l'année scolaire 2008, il est auditionné pour le film Hannah Montana, le film et obtient un des rôles principaux. Il doit quitter le tournage après seulement une semaine de travail pour passer son examen de fin d'année à son lycée d'Atlanta.
Il joue aux côtés de Jackie Chan dans le long-métrage Kung Fu Nanny (The Spy Next Door) sorti en 2010 avant d'interpréter le rôle de Havok dans X-Men : Le Commencement (X-Men: First Class, 2011). Il fait aussi une apparition dans le clip de Taylor Swift You Belong with Me.
Il poursuit dans la franchise X-Men sous la direction de Bryan Singer, avec les succès X-Men: Days of Future Past et X-Men: Apocalypse.
Lucas Till aimerait travailler avec Will Ferrell, Matt Damon, Al Pacino, Robert De Niro, et Sylvester Stallone. Il est choisi mi-2016 pour jouer le rôle-titre du remake MacGyver, une série démarrée en septembre sur CBS.

## Vie privée
Lucas Till est marié à l'actrice Skyler Samuels et ont eu un enfant ensemble dont ils ne souhaitent révéler ni le sexe ni l'âge.
Il parle couramment allemand.

## Filmographie

### Cinéma
- 2003 : The Lovesong of Edwerd J. Robble d'Alex Orr : Michael
- 2003 : The Adventures of Ociee Nash de Kristen McGary : Harry Vanderbilt
- 2004 : Pee Shy de Deb Hagan : Chad
- 2004 : Lightning Bug de Robert Hall : Jay Graves
- 2005 : Walk the Line de James Mangold : jeune Jack Cash
- 2005 : The Other Side de Gregg Bishop : jeune Samuel North
- 2008 : Dance of the Dead de Gregg Bishop : Jensen
- 2008 : Dr House saison 5 episode 11, Simon
- 2009 : Laid to Rest de Robert Green Hall (en) : jeune employé de magasin
- 2009 : Hannah Montana, le film (Hannah Montana: The Movie) de Peter Chelsom : Travis Brody
- 2009 : The Lost & Found Family de Barnet Bain : Justin
- 2010 : Kung Fu Nanny (The Spy Next Door) de Brian Levant : Larry
- 2011 : World Invasion: Battle Los Angeles (Battle: Los Angeles) de Jonathan Liebesman : Caporal Grayston.
- 2011 : X-Men : Le Commencement (X-Men: First Class) de Matthew Vaughn : Alexander Summers / Havok
- 2012 : Vacation 8 de Jason Trost : Jack
- 2013 : Paranoia de Robert Luketic : Kevin
- 2013 : Stoker de Park Chan-wook : Chris Pitts
- 2013 : Wolves de David Hayter : Cayden Richards
- 2013 : Crush de Malik Bader : Scott Norris
- 2014 : Dark Hearts de Rudolf Buitendach : Sam
- 2014 : The Curse of Downers Grove de Derick Martini : Bobby
- 2014 : X-Men: Days of Future Past de Bryan Singer : Alexander Summers / Havok
- 2014 : Kristy d'Olly Blackburn : Aaron
- 2015 : Dancing Heart (Bravetown) de Daniel Duran : Josh
- 2016 : La Chambre des oubliés de D. J. Caruso : Ben
- 2016 : X-Men: Apocalypse de Bryan Singer : Alexander Summers / Havok
- 2017 : Monster Cars (Monster Trucks) de Chris Wedge
- 2020 : Un fils du sud

### Télévision

#### Téléfilm
- 2006 : Le Prix de la différence (Not Like Everyone Else) de Tom McLoughlin : Kyle Kenney

#### Série télévisée
- 2008 : Dr House : Simon (épisode 5x11)
- 2009 : Médium : Adam (épisode 5x02)
- 2009 : Leo Little's Big Show
- 2009 : Fear Clinic : Brett
- 2010 : Blue Mountain State
- 2016 - 2021 : MacGyver : Angus MacGyver (rôle principal)

### Vidéoclip
- 2009 : You Belong with Me de Taylor Swift

## Voix françaises
En France, Alexandre Gillet est le comédien ayant le plus doublé Lucas Till. D'autres comédiens ont également été amenés à doubler l'acteur.
| - Alexandre Gillet dans : - X-Men : Le Commencement - Paranoia - X-Men: Days of Future Past - Maxime Baudouin dans : - Walk the Line - Un fils du Sud | et aussi - Vincent de Bouard dans Dance of the Dead - Maël Davan-Soulas dans Hannah Montana, le film - Benjamin Bollen dans Kung Fu Nanny - Paolo Domingo dans Wolves - Valentin Merlet dans X-Men: Apocalypse - Gauthier Battoue dans Monster Cars - Axel Kiener dans MacGyver (série télévisée) |